# River Hills, Wisconsin
River Hills là một làng thuộc quận Milwaukee, tiểu bang Wisconsin, Hoa Kỳ. Năm 2006, dân số của làng này là 1631 người.